# Округ Монтгомери (Тенеси)
Округ Монтгомери (енгл. Montgomery County) је округ у америчкој савезној држави Тенеси.

## Демографија
По попису из 2010. године број становника је 172.331, што је 37.563 (27,9%) становника више него 2000. године.
| Група             | 2000.          | 2010.           |
| Белци             | 95.515 (70,9%) | 115.553 (67,1%) |
| Афроамериканци    | 25.848 (19,2%) | 32.982 (19,1%)  |
| Азијати           | 2.455 (1,8%)   | 3.570 (2,1%)    |
| Хиспаноамериканци | 6.960 (5,2%)   | 13.752 (8,0%)   |
| Укупно            | 134.768        | 172.331         |